# Hendrik Hendriks Kramer
Hendrik Hendriks Kramer (Woudsend, 10 november 1850 – Leeuwarden, 13 februari 1934) was een Nederlands architect.

## Leven en werk
Na de hbs werd Kramer, vanwege zijn aanleg voor tekenen en timmeren, geplaatst in een werkplaats en op een tekenbureau. Daarna ging hij naar Amsterdam om een opleiding op het bureau van Cornelis Outshoorn te volgen. Na drie jaar in Amsterdam te hebben gewerkt, vertrok hij naar Brussel, waar hij samen met Henri Evers op verschillende bureaus werkzaam was. Weer drie jaar later vestigde hij zich als zelfstandig architect in Leeuwarden, waar hij trouwde met Bodina Maas, een afstammeling van Hylke Jans Kingma. In 1882 ontwierp hij de kerk van Warstiens, even ten noorden van Leeuwarden. Verder ontwierp hij een groot aantal uiteenlopende gebouwen: kerken voor protestantse en doopsgezinde gemeenten, scholen, kantoren, bankgebouwen, landhuizen en woningen. Begin twintigste eeuw gaven drie ongehuwde dochters van jonkheer Frans Julius Johan van Eysinga hem de opdracht voor het ontwerp van Wilhelminaoord te Sint Nicolaasga, een tehuis voor ‘oververmoeide vrouwen en meisjes uit de minvermogende stand’. Zijn hele oeuvre toont aan dat hij over een grondige kennis van de klassieken beschikte. Zijn oudere werk is geënt op de wijze van de Vlaamse renaissance, terwijl hij in zijn latere werk, zoals het archiefgebouw van de Algemeene Friesche Levensverzekeringsmaatschappij, een meer eigen weg bewandelde. Hij was betrokken bij de transformatie van het Burmaniahuis tot kantoorpand en in 1919 heeft hij het interieur van de Sint-Laurentiuskerk (Kimswerd) teruggebracht in 17de-eeuwse stijl. Als instigator en lid van de eerste welstandscommissie van de stad Leeuwarden behoedde hij de binnenstad voor de voorgenomen demping van de stadsgrachten. Kramer was verbonden aan de afdeling 'Leeuwarden' van de Bond van Nederlandse Architecten. Hij overleed in 1943 op 83-jarige leeftijd.

Ontwerpen van Kramer (selectie)
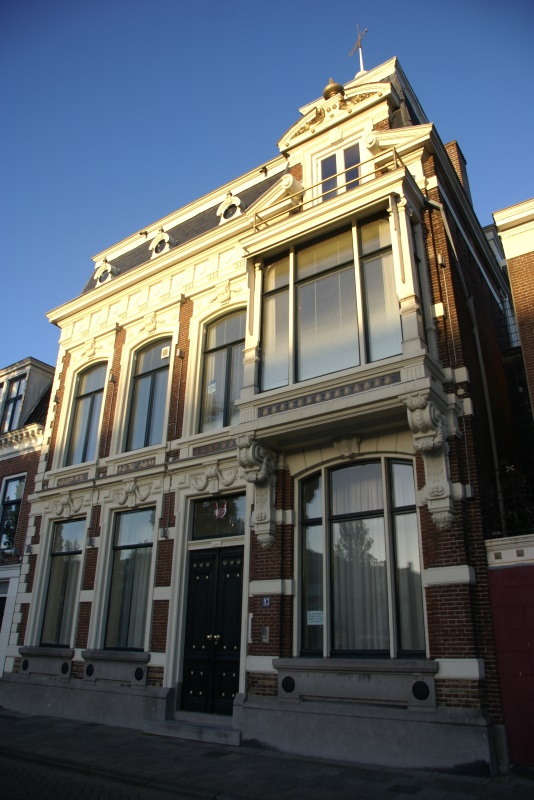
Woonhuis te Leeuwarden, gebouwd voor Rients Hendriks Dijkstra, groothandelaar in koffie en thee (1884)
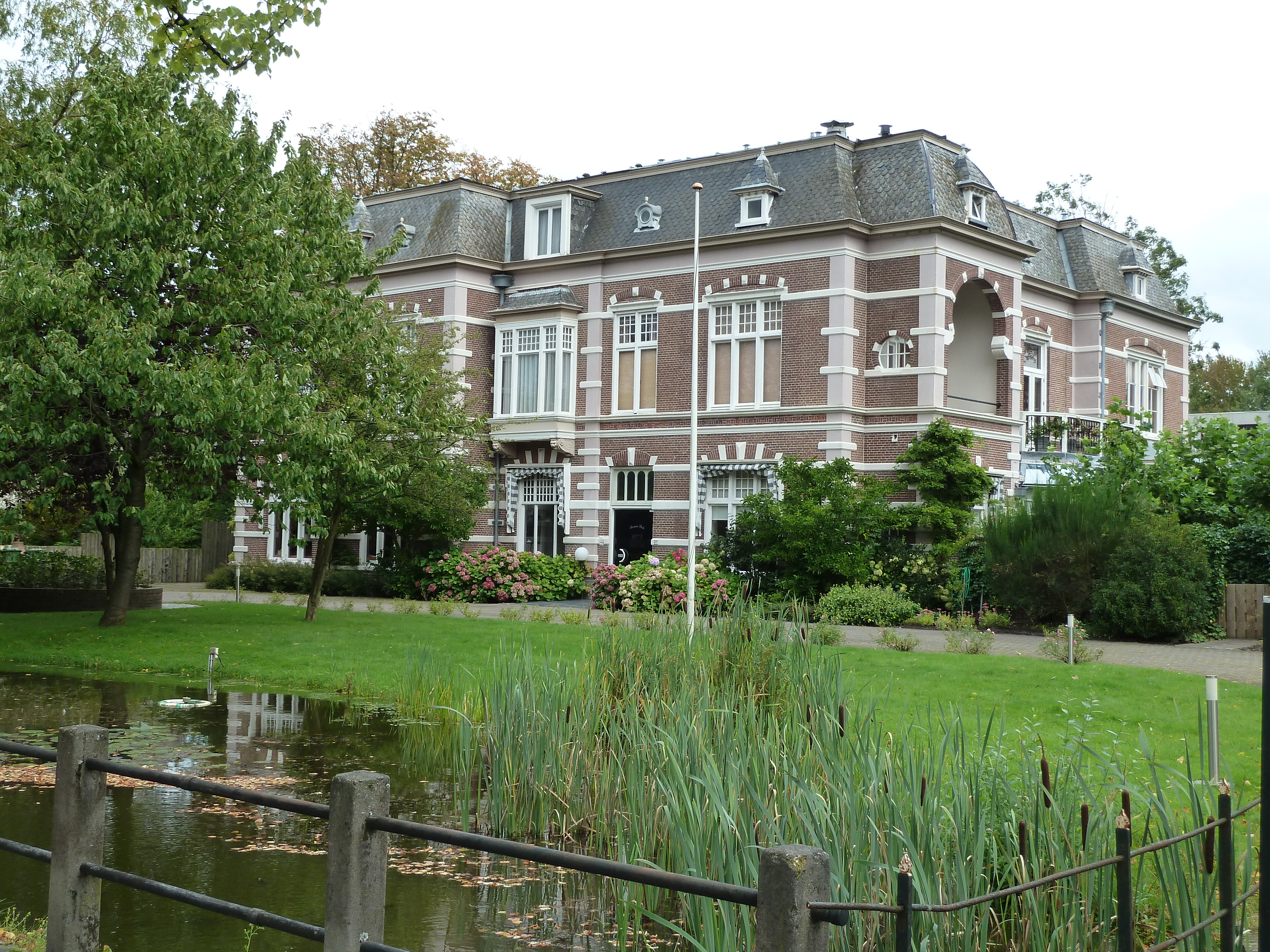
Villa van royale afmetingen, gebouwd voor jonkheer Duco Martena van Burmania Vegelin in 1889
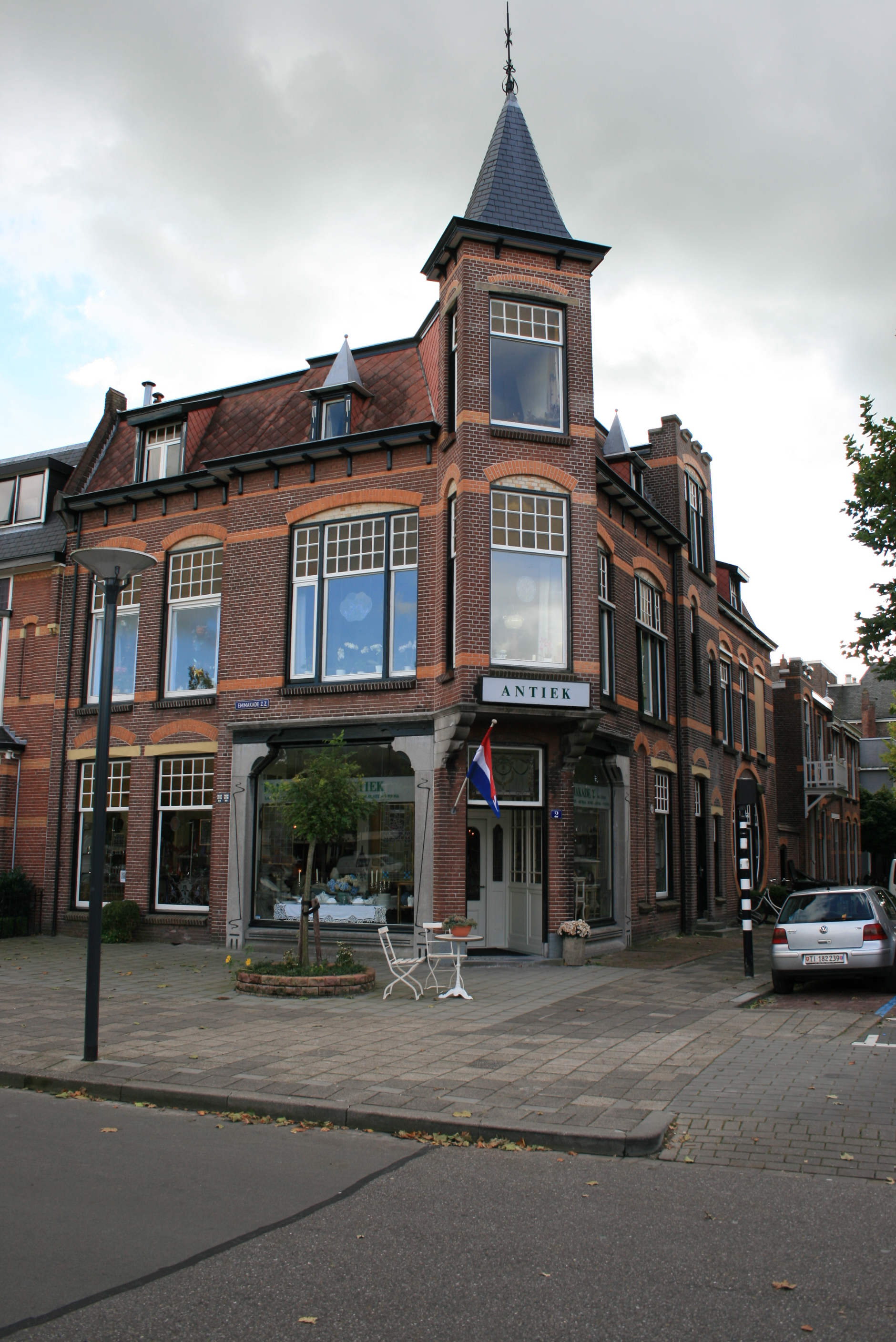
Dubbel woonhuis in Overgangsstijl met Um 1800-elementen (1912)
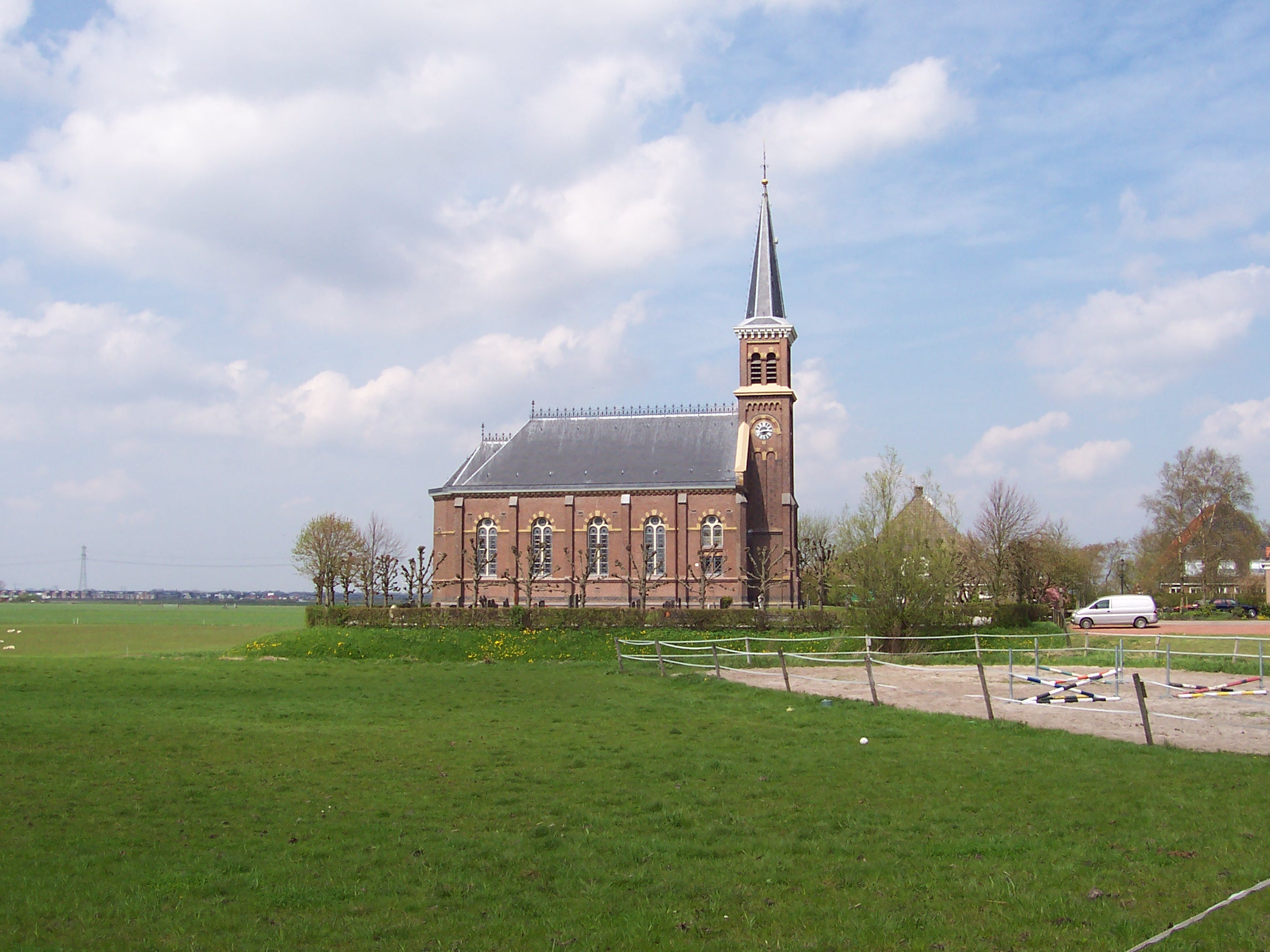
Kerk van Warstiens (1882)
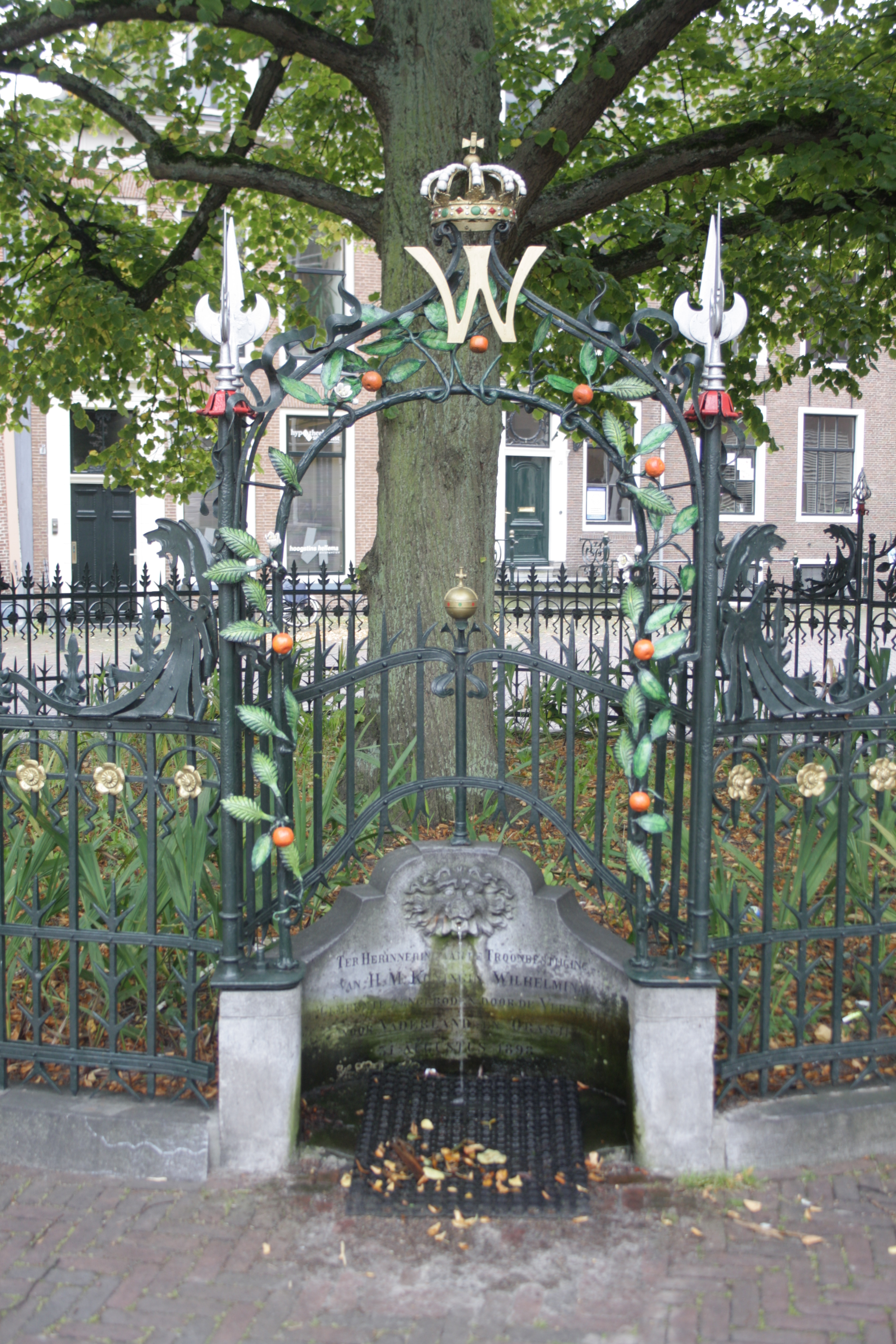
Wilhelminaboom met sierhek in Leeuwarden (1898)
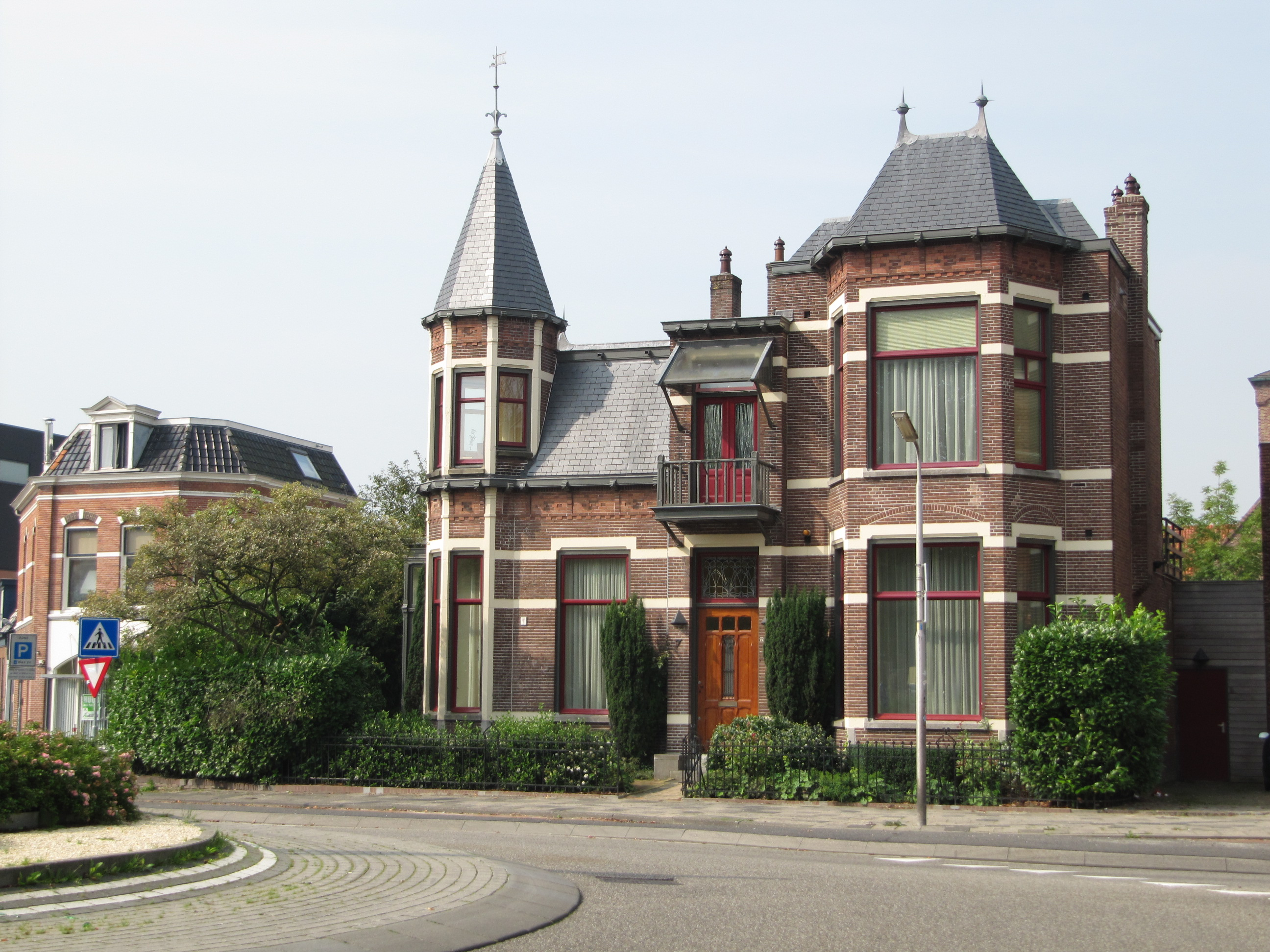
Villa in Overgangsstijl in Leeuwarden (1906)
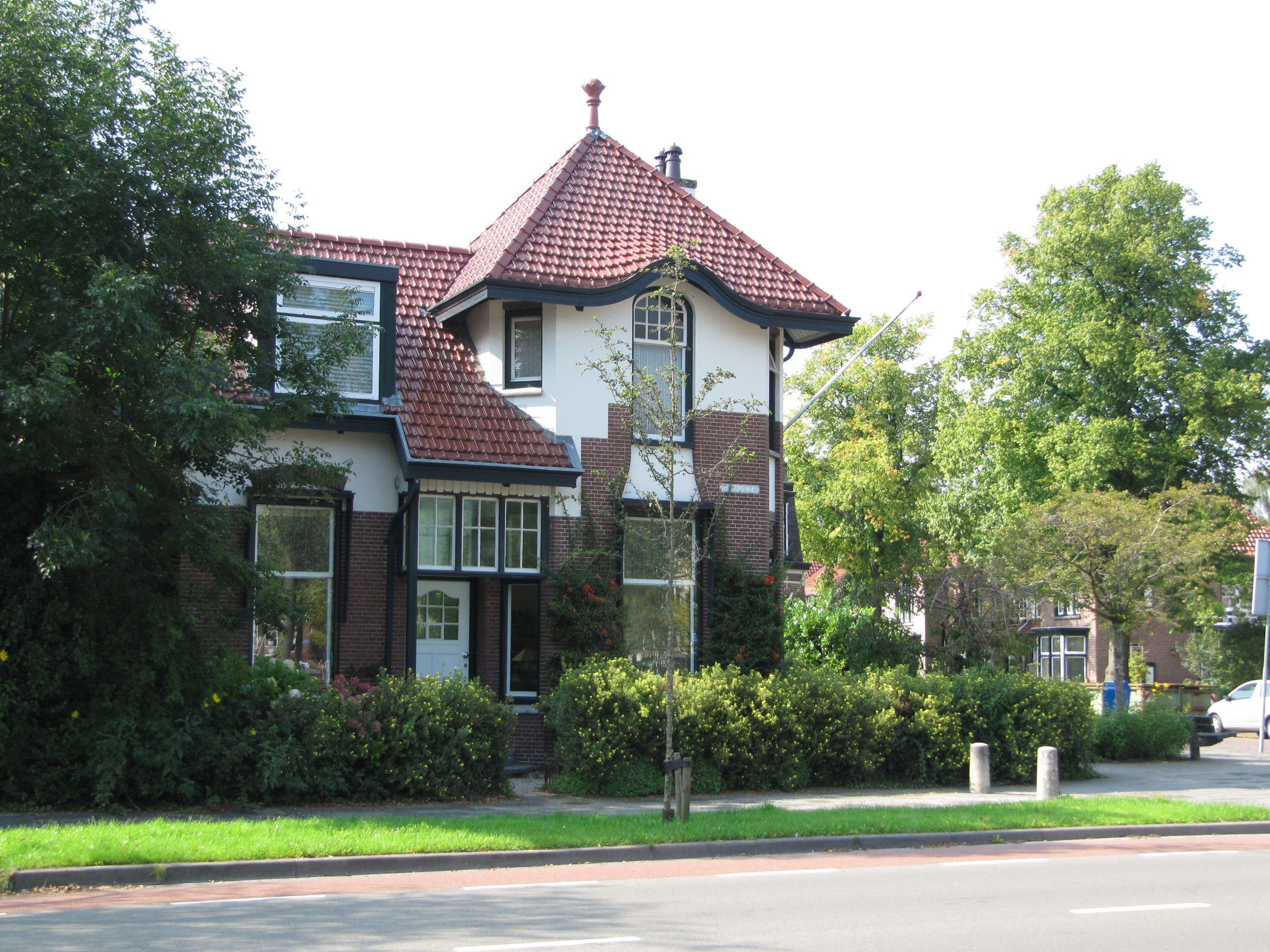
Herenhuis in Overgangsstijl in Leeuwarden (1907)
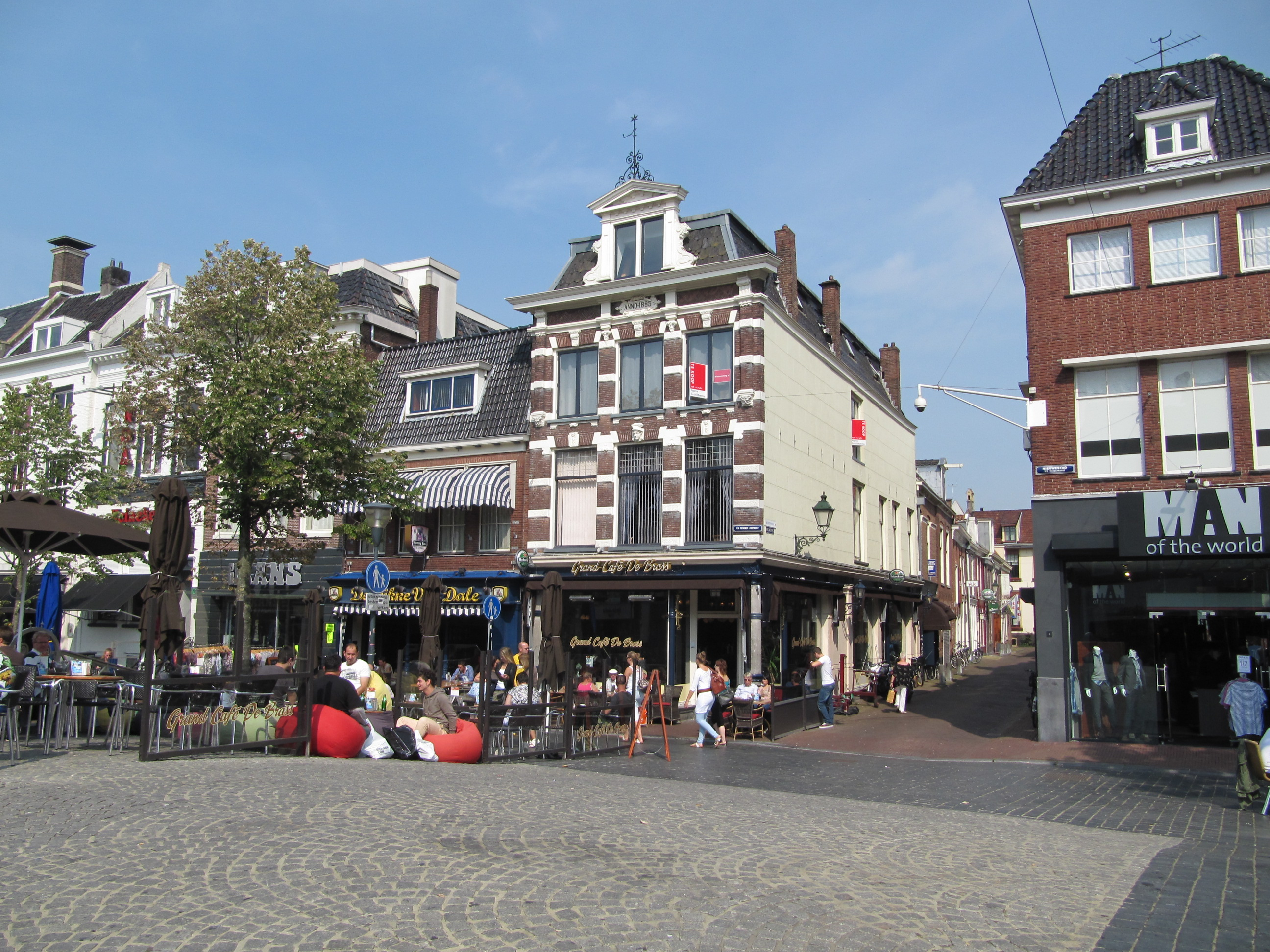
Winkelhuis in Hollandse neo-renaissancestijl in Leeuwarden (1885)
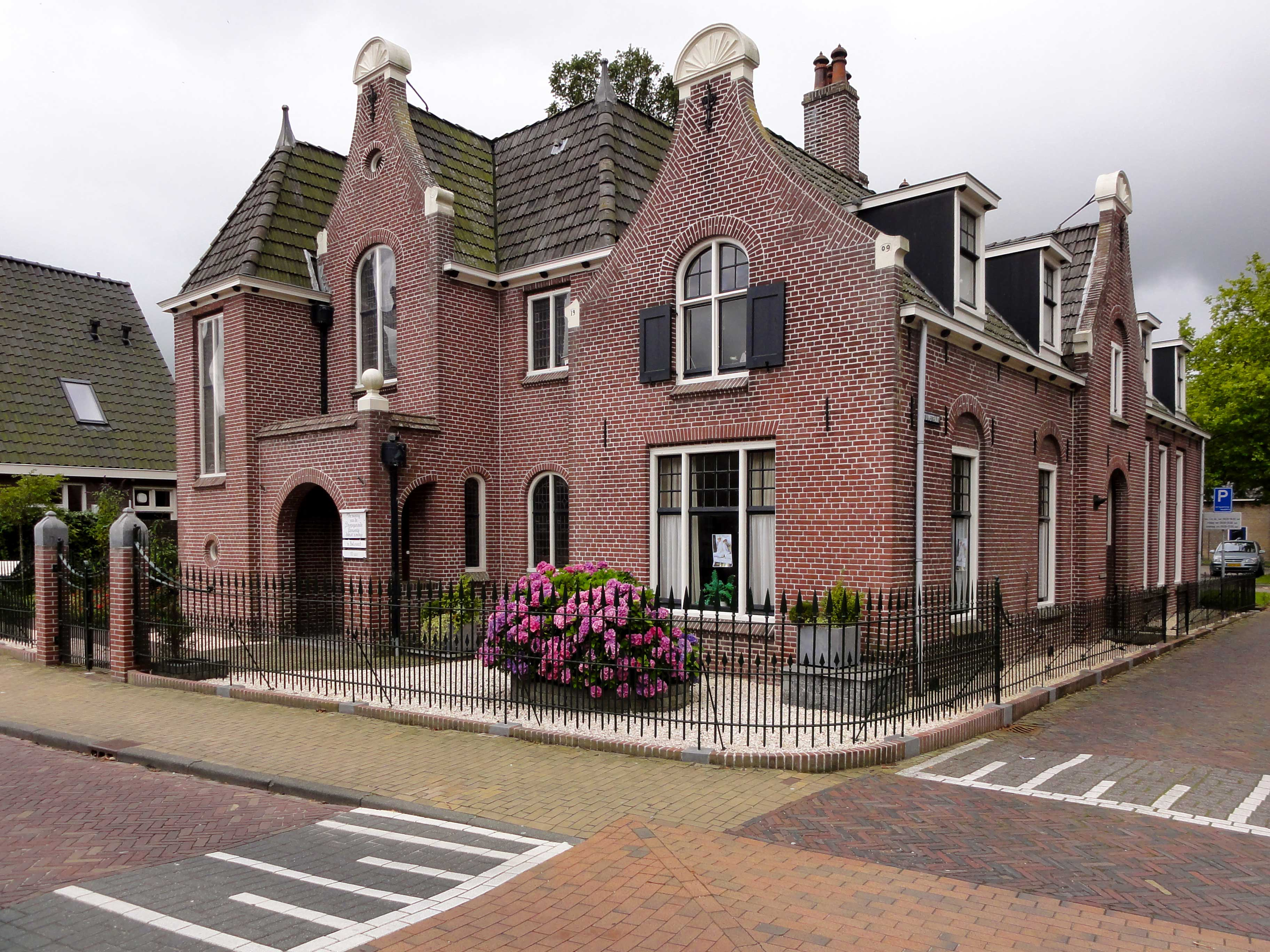
Doopsgezinde kerk en kosterswoning in Um 1800-stijl te Makkum (1909)
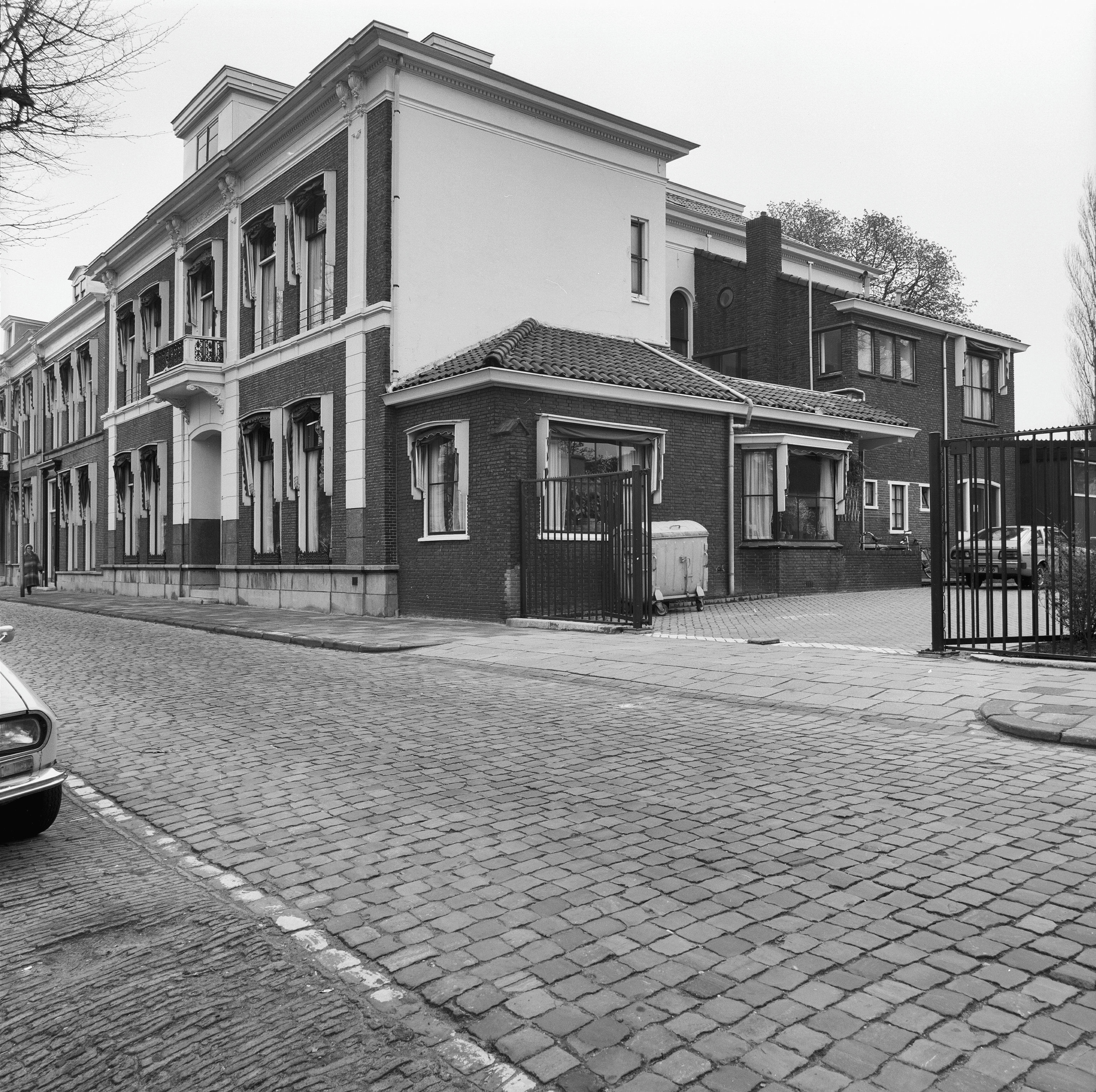
Herenhuis in eclectische stijl in Leeuwarden (ca.1880)
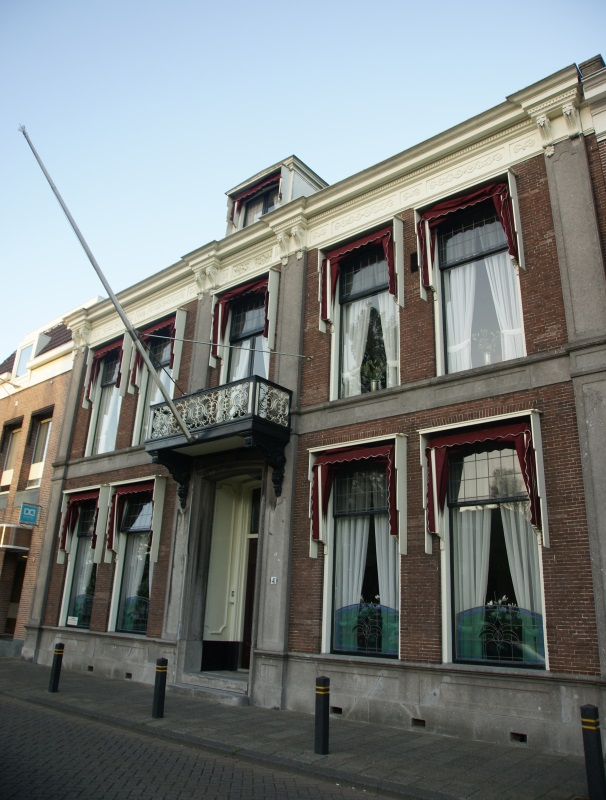
Herenhuis in eclectische stijl (ca.1879)
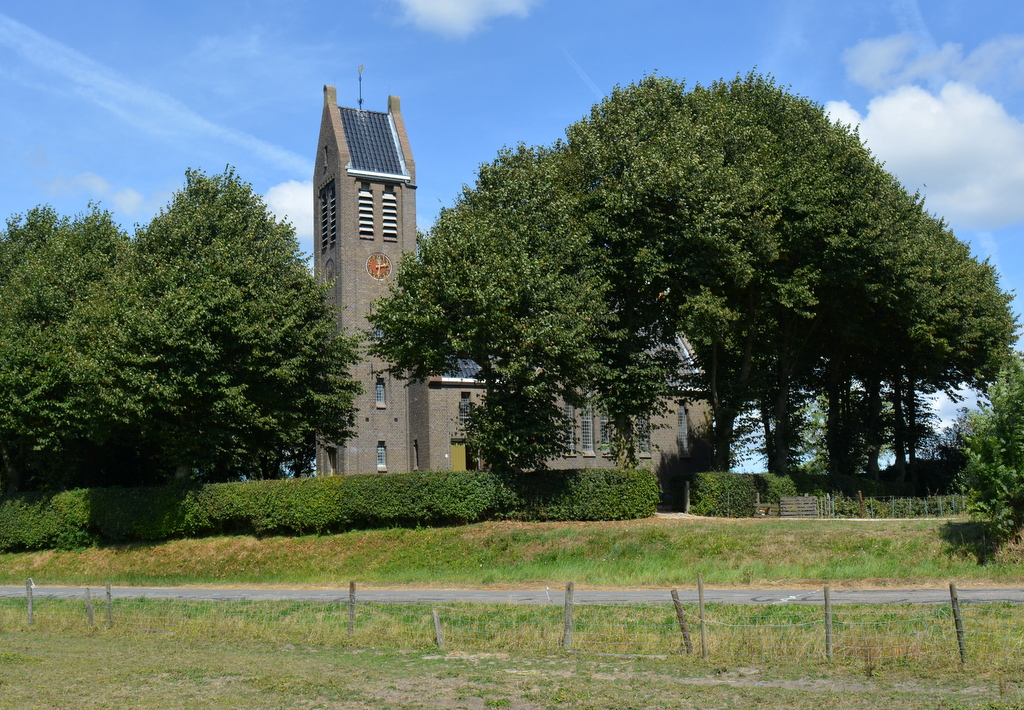
Dionysiuskerk (Slappeterp) (1926)
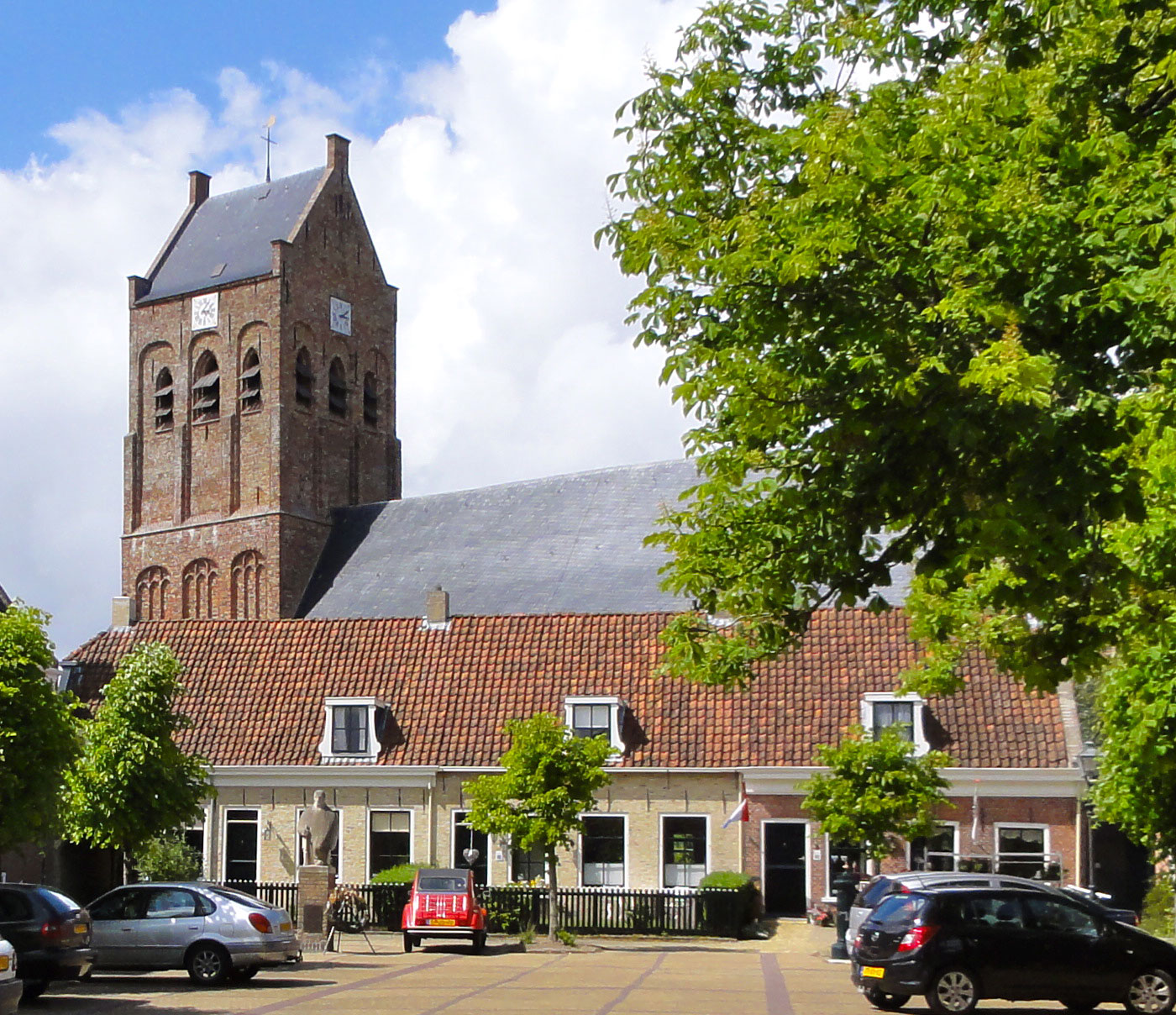
Sint-Martinuskerk (Ferwerd) uit de 15de eeuw, gerestaureerd door Kramer (1926/27)
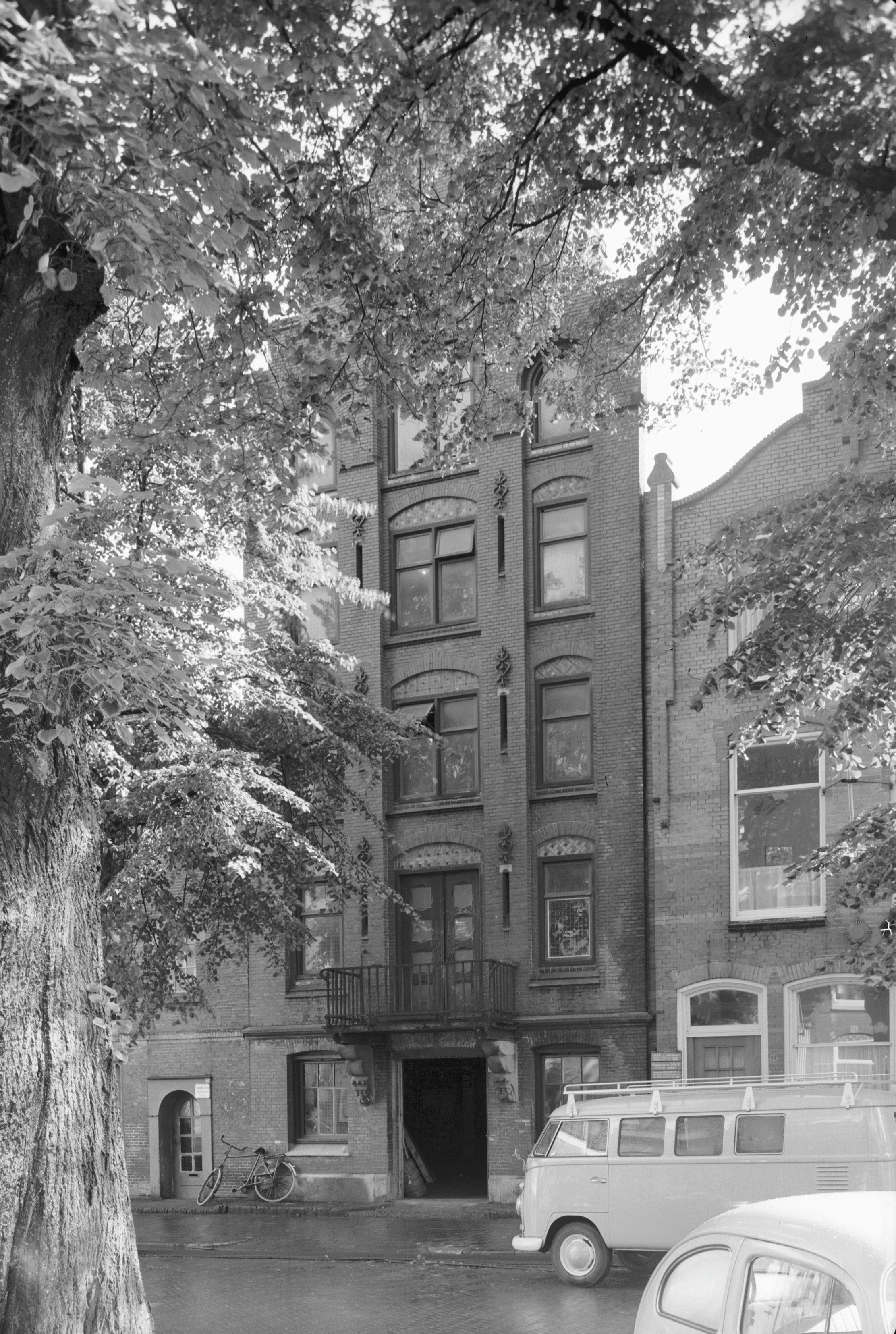
Theepakhuis in Leeuwarden (ca. 1898)
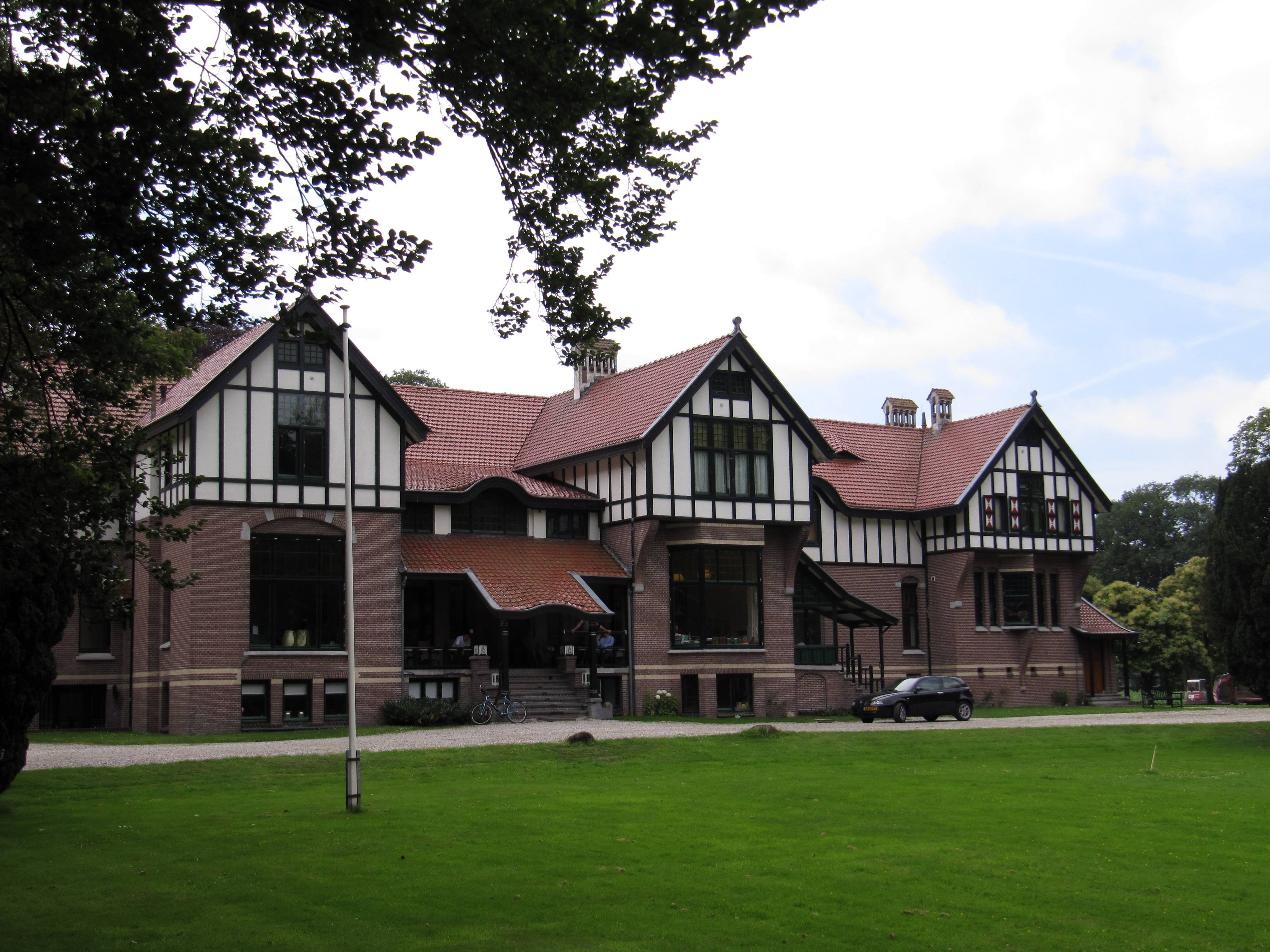
Wilhelminaoord te St.Nicolaasga (1903), een mengeling van Chaletstijl en Art Nouveau.
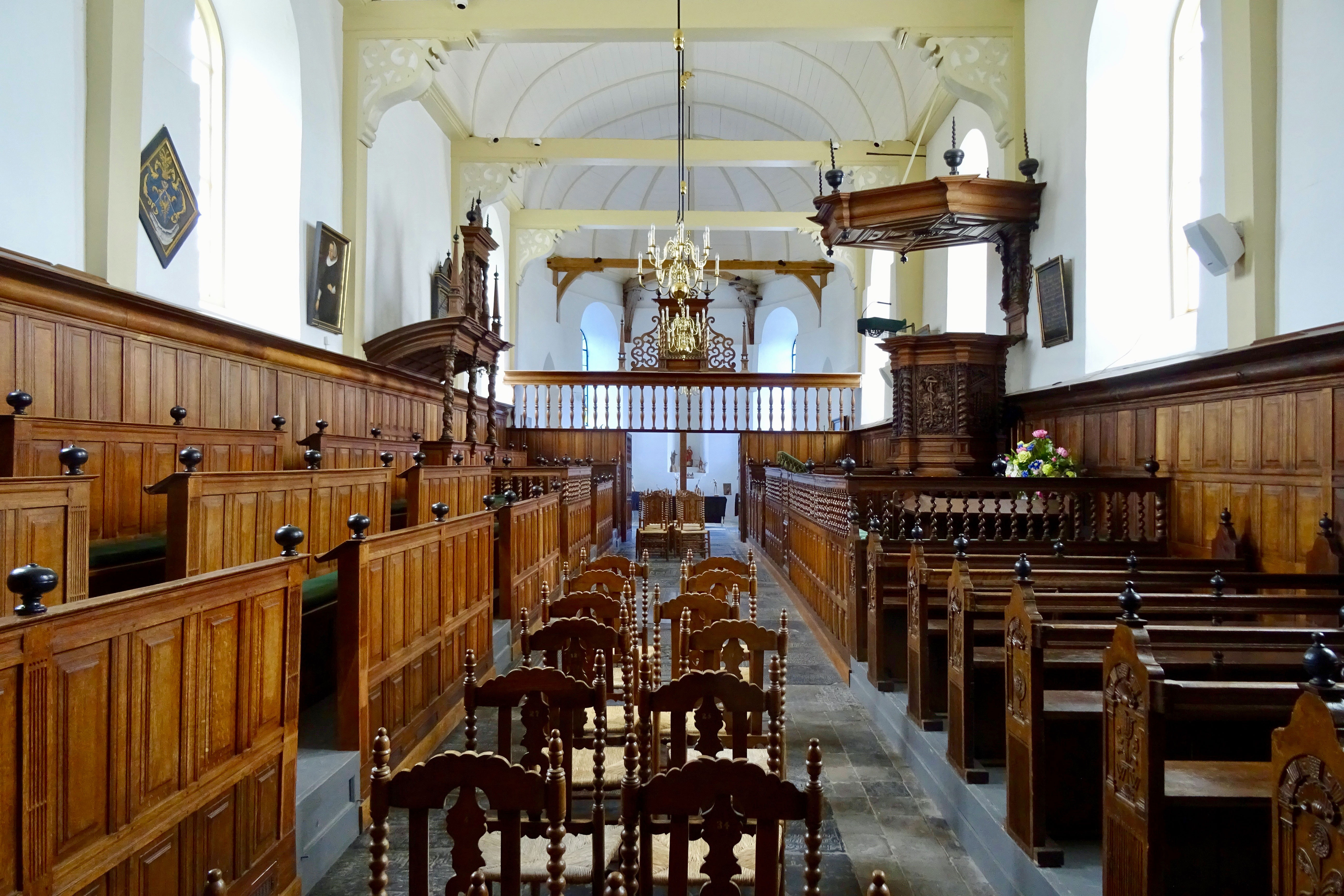
Interieur van de Sint Laurentiuskerk te Kimswerd (1919).
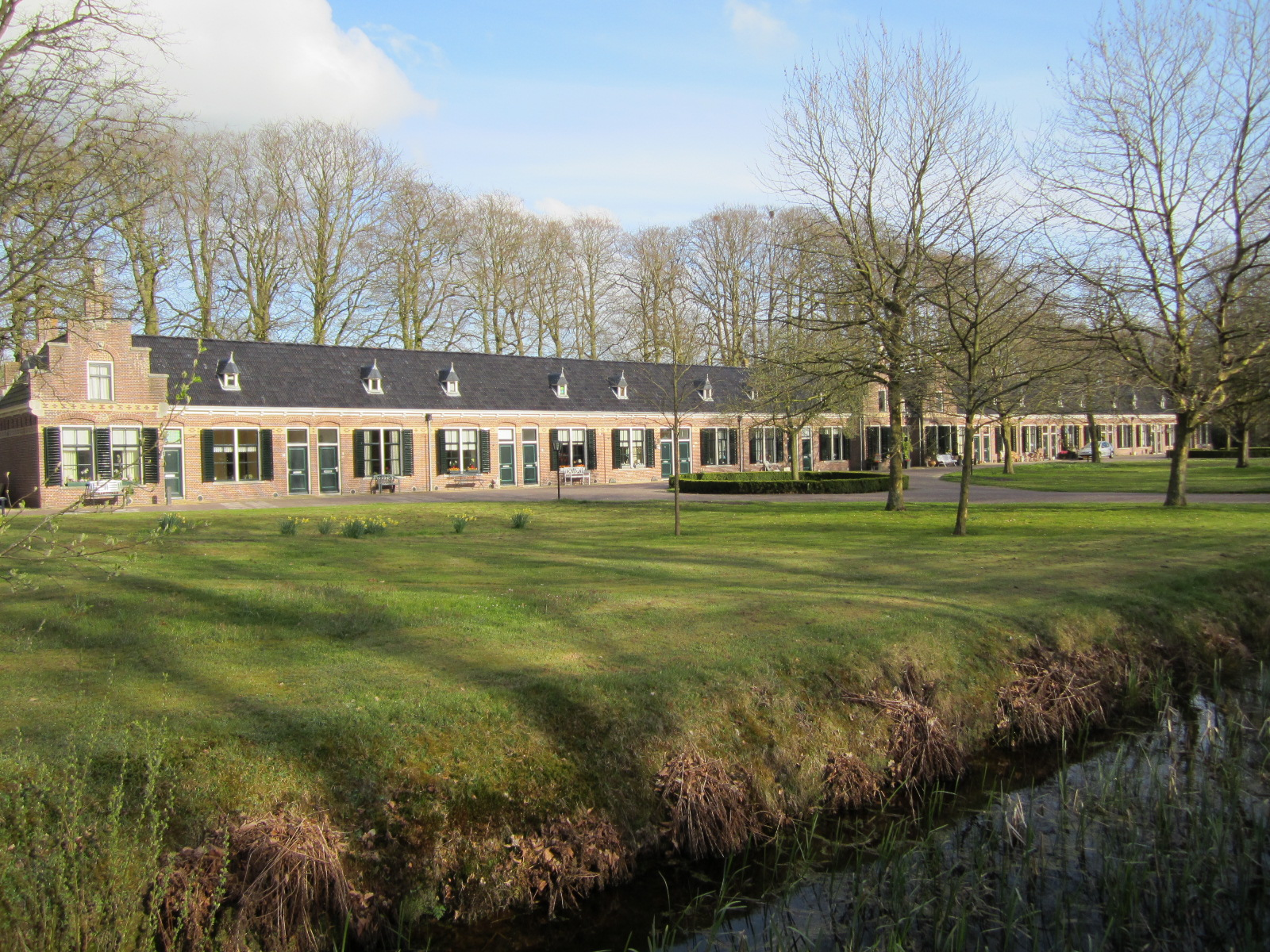
Gasthuis bij Park Vijversburg, van de Stichting "Op Toutenburg", Zwartewegsend 1-39, Tytsjerk, in 1894 ontworpen door architect Hendrik Hendriks Kramer.